# Golf de Compiègne
De Golf de Compiègne is een golfbaan en -club in Compiègne, in Picardië, ongeveer 30 km ten noorden van Parijs. Het heeft 18 holes met een par van 70. De holes liggen binnen en naast een paardenrenbaan, de Hippodrome du Putois.
Langs de westelijke kant van de hippodroom loopt de Avenue du Roger de Soultrait, genoemd naar de vroegere eigenaar van de renbaan. Zijn zoon Alain richtte in 1988 de Europese Challenge Tour op.
Het terrein met de renbaan en de golfbaan grenst aan de bossen van Compiègne en aan de tuin van het kasteel van Compiègne. Beide banen kwamen eind 2010 in het nieuws toen bleek dat een Franse minister, Éric Woerth, het gehele terrein van 57 hectare, dat tot dan toe als deel van het bos van Compiègne staatseigendom was, voor een fractie van de waarde had verkocht aan de eigenaars van het hippodrome.
In 2017 werd be baan definitief gesloten toen bleek dat de eigenaren, die van 18 holes naar 9 holes terugwilden, hiervoor te weinig financiële middelen bij elkaar kregen en veel leden opzegden.

## Geschiedenis

### Oprichting in 1896
De baan werd ontworpen door de golfer William Freemantle (1862-1937) en in 1896 geopend. Freemantle was toen de golfpro van Dinard Golf in het Bretonse Saint-Briac-sur-Mer

### Olympische Spelen in 1900
Toen in 1900 de Wereldtentoonstelling en de Olympische Zomerspelen in Parijs werden georganiseerd, besloot de golfclub, die toen nog maar 9 holes had, om een golftoernooi te organiseren. Er deden 12 mannen en 10 vrouwen mee. De mannen speelden op 2 oktober 36 holes, de vrouwen de volgende dag 9 holes.
Nergens uit bleek dat het toernooi deel uitmaakte van de Olympische Spelen. Beide toernooien hadden een eigen naam, het vrouwentoernooi werd de 'Prix de la ville de Compiègne' genoemd, het mannentoernooi de 'Grand Prix de l'Exposition de 1900'. Er deden slechts vier nationaliteiten mee, Amerikanen, Britten, Fransen en Grieken. De winnaars waren de Amerikanen Charles Sands en Margaret Abbott. Haar moeder, Mary Abbott, deed ook mee. Pas na het overlijden van Margaret Abbott werd bekend dat zij olympisch goud had gewonnen.

#### Grand Prix de l'Exposition de 1900
| Rang | Naam                     | Ronde 1 | Ronde 2 | Totaal |
| ---- | ------------------------ | ------- | ------- | ------ |
| 1    | Charles Sands            | 82      | 85      | 167    |
| 2    | Walter Rutherford        |         |         | 168    |
| 3    | David Robertson          |         |         | 175    |
| 4    | Frederick Taylor         |         |         | 182    |
| 5    | John Hubert Edward Daunt |         |         | 184    |
| 6    | George Thorne            |         |         | 185    |
| 7    | William Dove             |         |         | 186    |
| 8    | Albert Lambert           | 94      | 95      | 189    |
| 9    | Arthur Lord              |         |         | 221    |
| 10   | A Deschamps              |         |         | 231    |
| 11   | Alexandros Mercati       |         |         | 246    |
| 12   | M Van de Wynckélé        |         |         | 252    |

Prix de la ville de Compiègne
| Rang | Naam                | Score |
| ---- | ------------------- | ----- |
| 1    | Margaret Abbott     | 47    |
| 2    | Pauline Whittier    | 49    |
| 3    | Daria Pratt         | 53    |
| 4    | Froment-Meurice     | 56    |
| 5    | Ellen Ridgway       | 57    |
| 6    | Fournier-Starvolèze | 58    |
| T7   | Mary Abbott         | 65    |
| T7   | Barones Fain        | 65    |
| 9    | ? Gelbert           | 76    |
| 10   | A Brun              | 80    |

Het duurde tot de Olympische Zomerspelen 2016 totdat vrouwen weer aan deze tak van sport mochten deelnemen.